# Boglárka Takács
Boglárka Takács (28 de agosto de 2001) es una deportista de Hungría que compite en atletismo. Ganó una medalla de plata en el Campeonato Europeo de Atletismo Sub-23 de 2023, en la prueba de 100 m.

## Palmarés internacional
| Campeonato Europeo Sub-23 | Campeonato Europeo Sub-23 | Campeonato Europeo Sub-23 | Campeonato Europeo Sub-23 |
| Año                       | Lugar                     | Medalla                   | Prueba                    |
| ------------------------- | ------------------------- | ------------------------- | ------------------------- |
| 2023                      | Espoo (Finlandia)         | Medalla de plata          | 100 m                     |